# Förderung der Harnkontinenz
Die Förderung der Harnkontinenz ist Aufgabe der Medizin (Urologie u. a.) und der pflegerischen Versorgung von Personen mit einer Inkontinenz-Gefährdung. Damit wird das Selbstwertgefühl der Person und deren Teilnahme am sozialen Leben gefördert. Im Rahmen der Pflege wird von einer selbstbestimmten Alltagsaktivität (ATL Ausscheiden) gesprochen.
Oft handelt es sich jedoch um eine Sekundärprävention vor der weiteren Verschlechterung des Krankheitsbildes Inkontinenz (Urin) bzw. der weiteren Abhängigkeit von Pflegepersonen.

## Pathologie der Ausscheidung, Folgen
Der erwachsene Mensch kann die Harnausscheidung in einer mengenmäßigen Bandbreite üblicherweise zwischen 50 und 500 ml über längere Zeit (Min./Stdn.) bewusst kontrollieren. Damit soll das Aufsuchen einer Toilette gesichert werden (evolutionsbiologisch ging es um die Vermeidung von Spuren vor den Fressfeinden). Geht diese in der Kindheit erlernte Fähigkeit (Sauberkeitserziehung) durch Krankheit oder Ähnliches verloren, beeinträchtigt das Erwachsene in ihrer sozialen Interaktion beträchtlich, weil andere den Respekt verlieren bzw. das Selbstwertgefühl aus Furcht davor massiv leidet.
Von Harninkontinenz spricht man, wenn es wiederholt zur unwillentlichen Entspannung der Schließmuskel am Blasenhals und somit zur ungewollten Entleerung der Harnblase kommt. Dies kann verschiedene Ursachen haben, zum Beispiel fortgeschrittenes Alter mit einhergehender Muskelschwäche, neurologisch durch Reizleitungsstörungen oder durch fehlende Informationsverarbeitung im Gehirn. Zur Bedeutung vergleiche den Begriff Alterssyndrom, zur Funktion der Niere und Blase deren Anatomie.
Die Folgen von Inkontinenz sind vielschichtig. Nicht alle müssen gleichzeitig auftreten. Es können sein:
- Geruchsbildung (subjektiv und in der Fremdwahrnehmung: unangenehm) löst Schamgefühl bzw. bei anderen Aversionen aus, weitere Folge soziale Isolation und Einsamkeit,
- Hautausschlag (z. B. Intertrigo, Analekzem),
- bei gehunfähigen Personen: Förderung eines Dekubitus,
- weitere Folge: erhöhter Aufwand beim Waschen und zur Reinigung der Bekleidung (auch Kosten).

## Therapie der Inkontinenz, Sekundärprävention
Nach Eintreten einer ganzen Reihe von Inkontinenzformen ist eine ärztliche Therapie möglich (vgl. dazu bei Weblinks unter Leitlinien). Für die Zukunft ist dann evtl. eine Prävention einer erneuten Verschlimmerung des Leidens notwendig. Diese wird dann Sekundärprävention genannt. Je nach Grundleiden gleicht diese der Prävention bei mittel- oder sehr alten inkontinenzgefährdeten Personen. Weitere Flüssigkeitszufuhr, geregelte Zeiten für Toilettenbesuch, Beckenbodengymnastik, sukzessives Blasenfüllungstraining, Umgang mit Hilfsmitteln.

## Pflegerische Prävention bzw. Vermeidung von Komplikationen
2006 wurde im Bereich der professionellen Pflege vom Netzwerk für Qualitätsentwicklung in der Pflege ein so genannter Nationaler Expertenstandard Förderung der Harnkontinenz erarbeitet und vorgestellt, die erste Aktualisierung erschien im März 2014. Expertenstandards basieren auf umfangreichen Literaturanalysen, dem Expertenwissen vieler beteiligter Pflegenden und der Bestandsaufnahme der Gegebenheiten in der Versorgungsforschung.
Die Grundgedanken der pflegerischen Prävention sind darin:
1. systematische Erfassung aller Risikofaktoren (parallel zur ärztl. Diagnostik)
2. Beschreibung des Abhängigkeitsgrades einer Versorgung (Kontinenzprofil)
3. Beratung über die Versorgungsmöglichkeiten (parallel zur ärztl. Therapieberatung)
4. Vereinbarung über die Versorgungsmaßnahmen
5. Zeitgerechte Durchführung der Pflege bzw. Unterstützung der Selbstversorgung
6. Erfolgskontrolle zur weiteren Anpassung der Maßnahmen (Pflegefachsprache: Evaluation)

Pflegequalität wird beobachtbar anhand von kurz beschriebenen Struktur-, Prozess- und Ergebnismerkmalen.

### Zu 1. Erfassung aller Risikofaktoren
Die systematische Erfassung aller Risikofaktoren sollte parallel zur ärztlichen Diagnostik erfolgen. Dabei werden insbesondere Fähigkeiten der betroffenen Person beschrieben und Unterstützungswirkung ihrer jeweiligen Umgebung erfasst. Dadurch kann in der Hilfeplanung individuell geplant werden.

### Zu 2. Kontinenzprofil
Mit der Beschreibung des Abhängigkeitsgrades von einer Versorgung (sei es durch Personen oder mit bestimmten Hilfsmitteln) kann unterschieden werden, ob die Person noch (teilweise) selbständig für sich sorgen kann oder vollständig auf fremde Hilfe angewiesen ist. Dabei ist zwischen dem Grand der Kontinenz bzw. der kompensierten und nicht kompensierten Inkontinenz zu unterscheiden. (Kompensiert meint dabei, dass die Folgen beherrscht werden, das Grundleiden aber weiterbesteht.)
Für das Ineinandergreifen der Versorgungskette ist es wichtig, dass allen Beteiligten klar wird, wer was tut.
Auch der Bedarf an Versorgung kann in 24 Stunden massiv schwanken und muss dementsprechend personell und bei der Verwendung von Hilfsmitteln angepasst sein. Bei einem konsequent durchgeführten Toilettentraining stellen sich häufig schon sehr bald Erfolge ein. Aber auch ohne vollständige Erfolge muss überprüft werden, ob diese Versorgung nicht den geringeren Eingriff in die Persönlichkeitsrechte der kranken Person darstellt.

### Zu 3. Beratung über die Versorgungsmöglichkeiten
Die Beratung über die Versorgungsmöglichkeiten erfolgt idealerweise parallel zur ärztlichen Therapieberatung. In vielen Fällen ist die Einbeziehung von Angehörigen und deren Überzeugung mindestens so wichtig für den Erfolg wie die Beratung der betroffenen Person selbst.
Es kann sich um den Einsatz folgender Hilfsmittel handeln: körpernah getragene Einweg-Vorlagen, Einweg-Krankenunterlagen, am Körper getragene Mehrweg-Vorlagen. Übrigens sollten Mehrwegunterlagen möglichst nicht als „Windel“ oder „Pampers“ gegenüber dem alten Menschen oder dem Patienten oder der Patientin benannt werden. Diese Wörter signalisieren eine Regression ins Babyhafte, die aus ethischen Gründen, aus Respekt vor der erwachsenen Person und zur Erhaltung ihres Selbstwertgefühls, vermieden werden sollten. „Einlage“ oder das früher für die Vorsorge bei der Regel verwendete Wort „Binde“ bieten sich als neutrale Lösung an. Dies kann unabhängig von der korrekten Produktbezeichnung in der Dokumentation oder im Bestellwesen erfolgen.
Vgl. Versorgungsformen und Pflegeversicherung unter siehe auch.
Daneben sind aber auch Förderung von Bewegung und Hautpflege wichtige pflegerische Themen bei der Kontinenzförderung.

### Zu 4. Vereinbarung über die Versorgungsmaßnahmen
Die Respektierung der persönlichen Entscheidungen fällt pflegenden Angehörigen gelegentlich schwer. Ähnlich verhält es sich auch im institutionalisierten Rahmen eines Pflegeheims. Der Pflegeprozess ist eine anerkannte Form der Arbeitsplanung – doch muss auch er vom Respekt der Einzelentscheidung getragen sein. Mit den pflegeplanerischen Maßnahmen ergeben sich quasi zwangsläufig Umstellungen in der Gestaltung des Tagesablaufs oder der Verzicht auf Gewohnheiten. Sie sollten nie als unwiderruflich erlebt werden, sondern letztlich nur als Hilfe zur Selbsthilfe dienen.
In Pflegeheimen hat sich durch die Zunahme an Demenz erkrankter Personen in der Klientel gerade in dem Bereich Fremdbestimmung und Fürsorge ein Problem für alle Pflegenden aufgetan, das noch nicht zufriedenstellend gelöst werden konnte.

### Zu 5. Pflege bzw. Unterstützung der Selbstversorgung
Die zeitgerechte Durchführung der Pflege bzw. Unterstützung der Selbstversorgung erfordert keinen hohen, aber einen ständigen Personaleinsatz rund um den ganzen Tag. Dies zu organisieren, fällt sehr alten Menschen oft schwer und sollte deshalb unterstützt werden. Dies schließt auch alle Fragen der Finanzierung von Fremdpersonal ein.

### Zu 6. Erfolgskontrolle zur weiteren Anpassung der Maßnahmen
In der professionellen Pflege ist die Erfolgskontrolle zur weiteren Anpassung der Maßnahmen ein Muss (Pflegefachsprache: Evaluation). Da es sich bei der Kontinenzförderung aber sehr oft um eine Aufgabe handelt, an der verschiedenste Personenkreise beteiligt sind, ist es wichtig, diesen die Bedeutung des Schritts zu erklären und sie zur Beteiligung daran zu motivieren.

### Strukturierung der 6 Teilschritte
Der Nationale Expertenstandard enthält im Kern die Standardaussage: „Die versorgten Personen sind soweit kontinent, wie dies bei einer fachlich richtigen pflegerischen Unterstützung möglich ist.“ Dazu gibt der Nationale Expertenstandard Regeln/Aussagen zu den vorgestellten 6 Punkten vor. Diese Punkte werden jeweils zu ihren strukturellen Voraussetzungen, den Regeln bei der Handhabung (Prozess) und vom Ergebnis her erläutert. Also sind 6 × 3 Sätze bis zur Sicherung der Standardaussage zu erfüllen. Diese dreifache Unterteilung folgt der zurzeit akzeptierten Betrachtung von Pflegequalität.
Die Aussagen zu Struktur-, Prozess- und Ergebnismerkmalen der Pflegequalität beginnen jeweils mit dem Satzteil „Die Pflegefachkraft kann / soll / ...“. Dadurch sollen die Erwartungen einfach überprüfbar gemacht werden und bei Defiziten klar sein, welches Ziel bei der Umsetzung des Nationalen Expertenstandards noch zu verfolgen ist.